# Fonds-Saint-Denis
Fonds-Saint-Denis is een gemeente in Martinique en telde 680 inwoners in 2019. De oppervlakte bedraagt 24,28 km². Het bevindt zich ongeveer 17 km ten noorden van de hoofdstad Fort-de-France.

## Geschiedenis
In 1845 werd het oratorium (gebedshuis) Saint-Denis gebouwd, en in 1888 werd de parochie en gemeente opgericht. Rond 1900 telde Fonds-Saint-Denis ongeveer 1,500 inwoners, maar in 1902 werd het dorp verlaten na de uitbarsting van Mont Pelée.
In 1932 werd Observatoire du Morne des Cadets, een observatorium voor de vulkaan Mont Pelée, in de gemeente gebouwd op de berg Morne des Cadets. In 2019 werd het vervangen door een nieuw observatorium in Saint-Pierre.

## Cascade de Saut Gendarme
Cascade de Saut Gendarme is een 10 meter hoge waterval in het tropische regenwoud bij de berg Morne Rouge. De oorsprong van de naam is onduidelijk. Het kan zijn dat politieagenten het water gebruikten voor hun paarden of er is een agent in het water gevallen. Het is via een kort steil wandelpad te bereiken vanaf de weg.

## Galerij

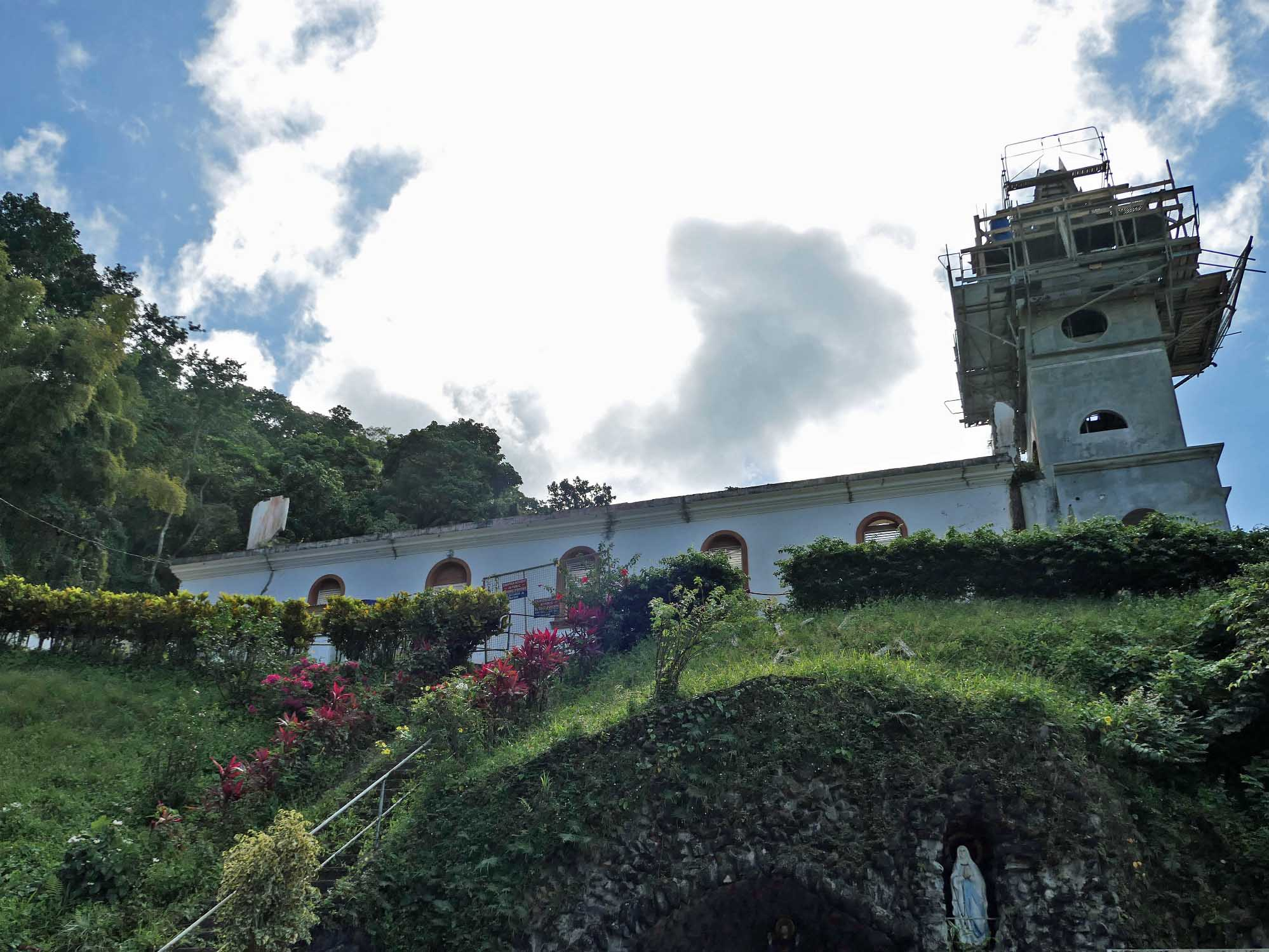
Kerk van Fort-Saint-Denis
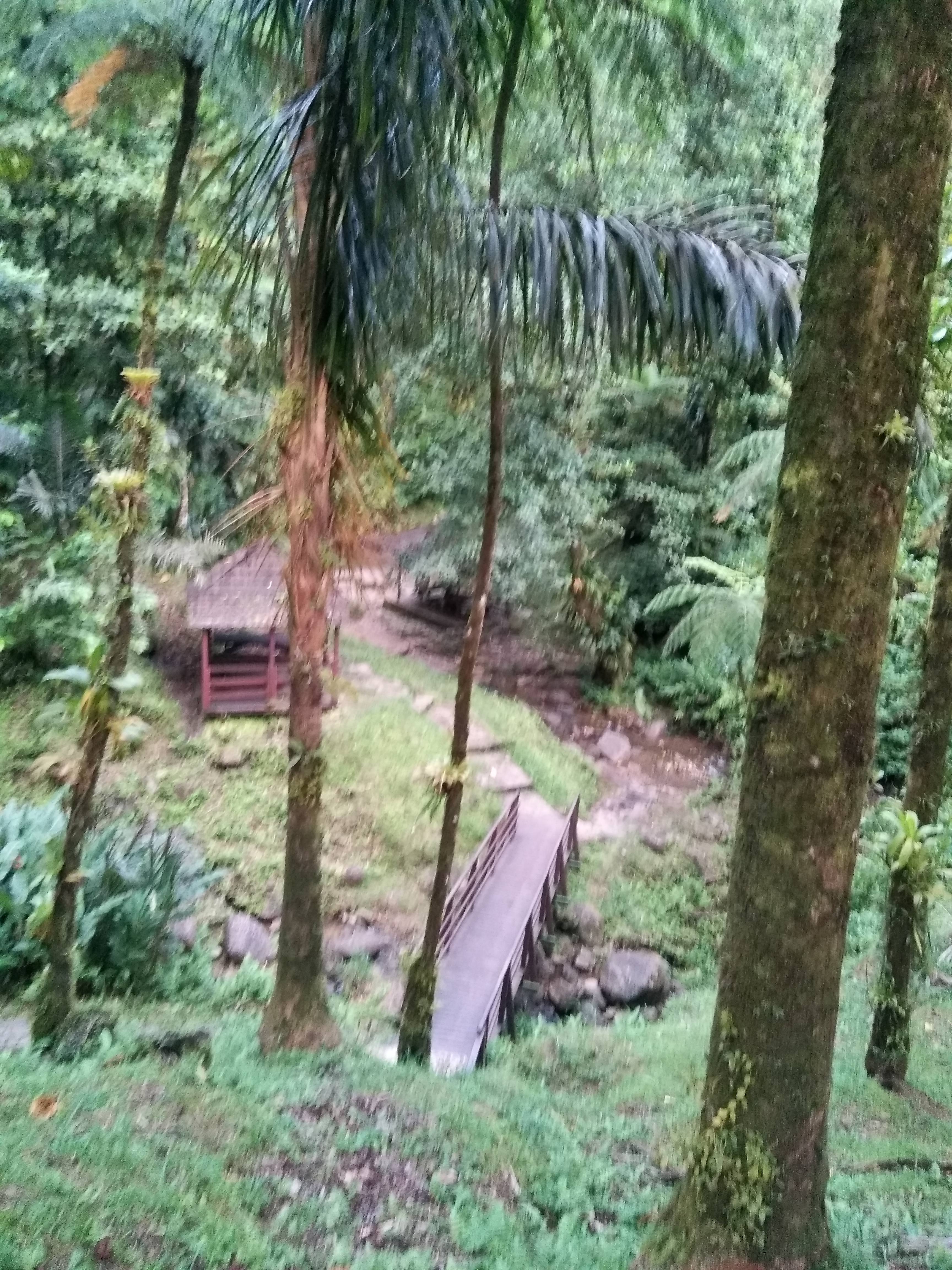
Pad en brug naar de waterval
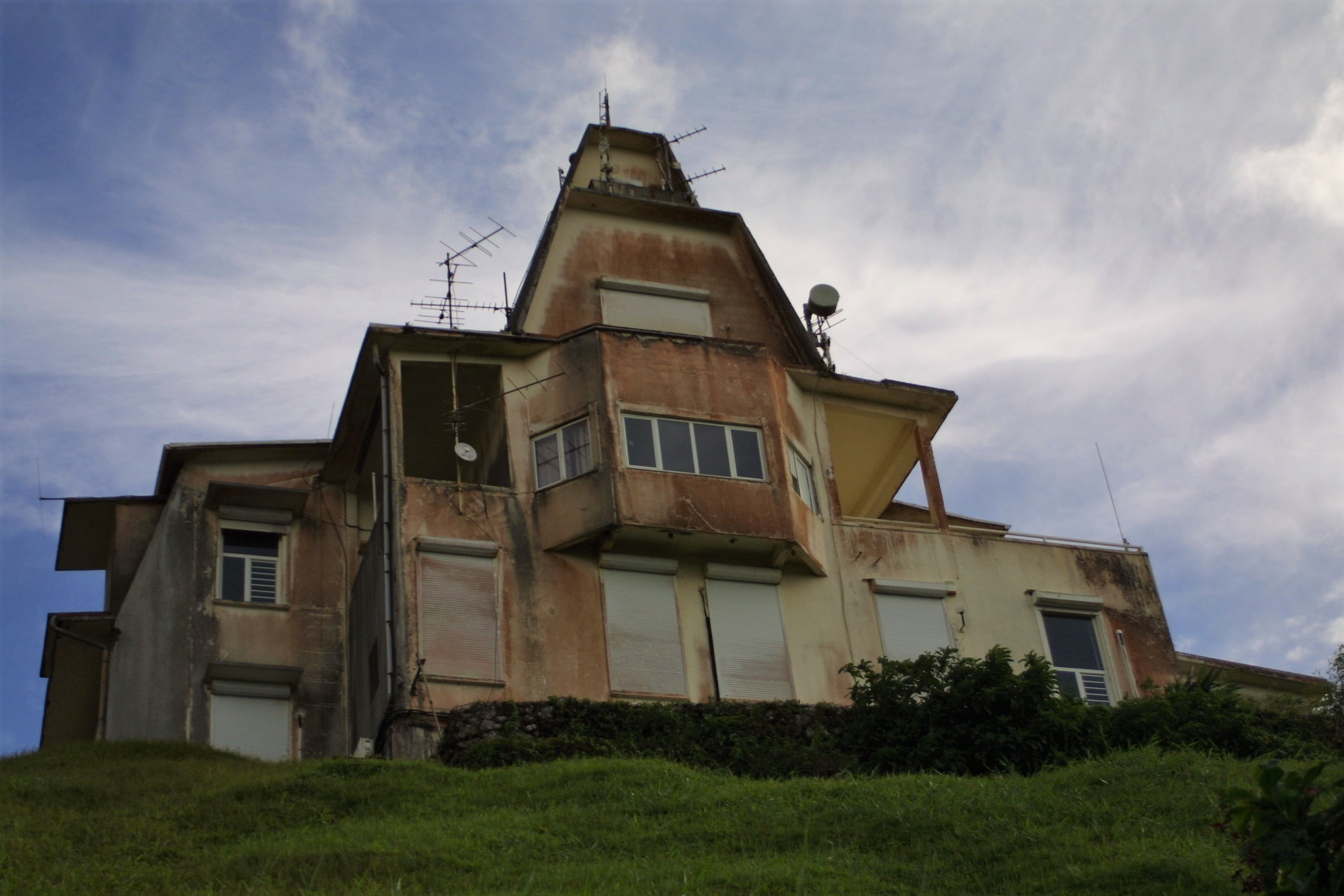
Oude vulkaan-observatorium

- MusicBrainz: c18ed984-70a1-4346-81b7-349aaf004199
- Virtual International Authority File: 137619476
- WorldCat: E39PBJdx4HrkPXHkMTQthRptrq

L'Ajoupa-Bouillon · Les Anses-d'Arlet · 
Basse-Pointe · Bellefontaine · 
Le Carbet · Case-Pilote · 
Le Diamant · Ducos · 
Fonds-Saint-Denis · Fort-de-France · Le François · 
Grand'Rivière · Le Gros-Morne · 
Le Lamentin · Le Lorrain · 
Macouba · Le Marigot · Le Marin · Le Morne-Rouge · Le Morne-Vert · 
Le Prêcheur · 
Rivière-Pilote · Rivière-Salée · Le Robert · 
Saint-Esprit · Saint-Joseph · Saint-Pierre · Sainte-Anne · Sainte-Luce · Sainte-Marie · Schœlcher · 
La Trinité · Les Trois-Îlets · 
Le Vauclin